# Seznam uměleckých realizací ve veřejném prostoru ve Vršovicích
Seznam uměleckých realizací ve Vršovicích v Praze 10 obsahuje tvorbu výtvarných umělců umístěnou ve veřejném prostoru v katastrálním území Vršovice. Seznam je řazen podle ulic a nemusí být úplný.

## Seznam uměleckých realizací
| Název                             | Fotografie                                                                       | Lokace                                                            | Autor                                                          | Rok       | Popis                             | Poznámka                                                                                       |
| --------------------------------- | -------------------------------------------------------------------------------- | ----------------------------------------------------------------- | -------------------------------------------------------------- | --------- | --------------------------------- | ---------------------------------------------------------------------------------------------- |
| Oči nad Borodinskou               | Kategorie „Oči nad Borodinskou (Free Mozaik)“ na Wikimedia Commons               | Borodinská 50°4′8,47″ s. š., 14°27′5,32″ v. d.                    | Free Mozaik                                                    | 2014      | mozaika                           | opěrná zídka                                                                                   |
| Mořský svět                       | Kategorie „Mořský svět (Free Mozaik)“ na Wikimedia Commons                       | Heroldovy sady 50°4′12,87″ s. š., 14°27′16,69″ v. d.              | Free Mozaik                                                    | 2013      | mozaika                           | za kinem Vzlet                                                                                 |
| Strom života                      | Kategorie „Strom života (Free Mozaik)“ na Wikimedia Commons                      | Heroldovy sady 50°4′12,85″ s. š., 14°27′16,56″ v. d.              | Free Mozaik                                                    | 2013      | mozaika                           | za kinem Vzlet                                                                                 |
| Domovní znamení (9)               | Kategorie „Domovní znamení Jakutská (stained-glass window)“ na Wikimedia Commons | Jakutská Litevská Ruská 50°4′24,48″ s. š., 14°28′32,39″ v. d.     | neuveden                                                       |           | vitráž, sklo                      | Jakutská 1196/3, 1197/5, 1199/9, 1200/11, 1203/17 Litevská 104/15 Ruská 18/142, 21/144, 41/146 |
| Domovní znamení                   | Kategorie „Domovní znamení Karpatská (relief)“ na Wikimedia Commons              | Karpatská 50°4′12,26″ s. š., 14°28′33,09″ v. d.                   | neuveden                                                       |           | reliéf                            | Karpatská 1187/4, 1186/6, 1185/8                                                               |
| Mladí milenci                     | Kategorie „Milenci (Vendelín Zdrůbecký)“ na Wikimedia Commons                    | Kazašská 50°4′3,51″ s. š., 14°27′57,75″ v. d.                     | Vendelín Zdrůbecký (1923–1986)                                 | 1979      | socha, mušlový vápenec            | Sídliště Vlasta                                                                                |
| Zoologická zahrada a Medvěd       |                                                                                  | Kazašská 50°4′2,66″ s. š., 14°27′58,18″ v. d.                     | Radomír Kolář (1924–1993) realizace Ústředí uměleckých řemesel | 1980      | mozaika, štípané sklo             | Sídliště Vlasta, na volně stojící stěně mezi bytovými domy                                     |
| Kamenná skladba                   | Kategorie „Category:Kamenná skladba (Karel Kronych)“ na Wikimedia Commons        | Kodaňská 1441/46 50°4′11,2″ s. š., 14°27′48,49″ v. d.             | Karel Kronych (*1926)                                          | 1969      | fontána, kámen                    | Chemapol, exteriér                                                                             |
| Plastika pro budovu Chemapolu (†) |                                                                                  | Kodaňská 1441/46 50°4′10,66″ s. š., 14°27′46,28″ v. d.            | Zdeněk Palcr (1927–1996)                                       | 1968      | socha, travertin                  | Chemapol, průchod budovy                                                                       |
| Fontána s kovovým chrličem        | Kategorie „Fontána s kovovým chrličem (Kubánské náměstí)“ na Wikimedia Commons   | Kubánské náměstí 50°4′16,5″ s. š., 14°28′42,63″ v. d.             | neuveden                                                       | 1976      | fontána, mozaika; travertin       | rekonstrukce rok 2000                                                                          |
| Den a noc                         | Kategorie „Day and night (Radomír Kolář)‎“ na Wikimedia Commons                   | Magnitogorská 50°3′59,94″ s. š., 14°27′42,98″ v. d.               | Radomír Kolář (1924–1993) realizace Ústředí uměleckých řemesel | 1988      | mozaika, štípané sklo             | Sídliště Vlasta, na volně stojící stěně schodišťové rampy                                      |
| Domovní znamení                   | Kategorie „Domovní znamení Murmanská-Ruská (painting)“ na Wikimedia Commons      | Murmanská Ruská 50°4′21,35″ s. š., 14°28′52,46″ v. d.             | neuveden                                                       |           | malba                             | Murmanská 1246/13 Ruská 1245/186                                                               |
| Domovní znamení                   | Kategorie „Dekorativní stěny Murmanská - V předpolí“ na Wikimedia Commons        | Murmanská V předpolí 50°4′20,34″ s. š., 14°28′56,59″ v. d.        | neuveden                                                       | 1980–1989 | dekorativní stěna, keramika       | Murmanská 1468/6, 1469/8, 1470/10, 1471/12 V předpolí 1472/27, 1473/25, 1474/23                |
| Domovní znamení                   | Kategorie „Domovní znamení Ruská (relief)“ na Wikimedia Commons                  | Ruská 50°4′23,62″ s. š., 14°28′47,37″ v. d.                       | neuveden                                                       |           | reliéf                            | Ruská 1237/170, 1239/174, 1240/176, 1242/180                                                   |
| Chlapec s modelem letadla         | Kategorie „Chlapec s modelem letadla (Vendelín Zdrůbecký)“ na Wikimedia Commons  | Tádžická 50°4′2,81″ s. š., 14°27′55,19″ v. d.                     | Vendelín Zdrůbecký (1923–1986)                                 | 1980      | socha, bronz                      | Sídliště Vlasta                                                                                |
| Vývoj techniky a Kompas           |                                                                                  | Tádžická 50°4′1,99″ s. š., 14°27′55,19″ v. d.                     | Radomír Kolář (1924–1993) realizace Ústředí uměleckých řemesel | 1979      | mozaika, štípané sklo             | Sídliště Vlasta, na volně stojící stěně mezi bytovými domy                                     |
| Pohádka                           | Kategorie „Pohádka (Vendelín Zdrůbecký)“ na Wikimedia Commons                    | Taškentská 50°4′1,55″ s. š., 14°27′48,47″ v. d.                   | Vendelín Zdrůbecký (1923–1986)                                 | 1978      | socha, pískovec                   | Sídliště Vlasta                                                                                |
| Pohádky a Sluníčko                |                                                                                  | Taškentská 50°4′0,73″ s. š., 14°27′49,16″ v. d.                   | Radomír Kolář (1924–1993) realizace Ústředí uměleckých řemesel | 1979      | mozaika, štípané sklo             | Sídliště Vlasta, na volně stojící stěně mezi bytovými domy                                     |
| Gymnastka                         | Kategorie „Gymnastka (Vendelín Zdrůbecký)“ na Wikimedia Commons                  | Turkmenská 50°4′2,16″ s. š., 14°27′51,73″ v. d.                   | Vendelín Zdrůbecký (1923–1986)                                 | 1979      | socha, bronz                      | Sídliště Vlasta                                                                                |
| Cirkus a Kouzelnický klobouk      |                                                                                  | Turkmenská 50°4′1,37″ s. š., 14°27′52,16″ v. d.                   | Radomír Kolář (1924–1993) realizace Ústředí uměleckých řemesel | 1980      | mozaika, štípané sklo             | Sídliště Vlasta, na volně stojící stěně mezi bytovými domy                                     |
| Geometrický reliéf                |                                                                                  | U Roháčových kasáren 1381/19 50°4′14,39″ s. š., 14°28′0,61″ v. d. | Irena Sedlecká (1928–2020)                                     | 1965      | reliéf, laminát                   | základní škola                                                                                 |
| Vzepětí                           | Kategorie „Vzepětí (Martin Sladký)“ na Wikimedia Commons                         | U Slavie 1527/3 50°4′5,64″ s. š., 14°28′2,47″ v. d.               | Martin Sladký (1920–2015)                                      | 1984      | mozaika, kámen                    | KD Eden                                                                                        |
| Keramický reliéf (znak ČSD)       | Kategorie „Keramický reliéf (Jan Rybák, Eva Rybáková)“ na Wikimedia Commons      | Ukrajinská 304 50°3′55,1″ s. š., 14°26′48,96″ v. d.               | Jan Rybák (1941–2017) Eva Rybáková (*1931)                     | 1977      | reliéf, keramika                  | nádraží Praha-Vršovice, znak ČSD na fasádě administrativní budovy nádraží Praha-Vršovice       |
| Plastika pro základní školu (†)   |                                                                                  | Vladivostocká 1035/6 50°4′8,68″ s. š., 14°28′28,28″ v. d.         | Josef Klimeš (1928–2018)                                       | 1958–1959 | socha, sklolaminát                | základní škola, uschováno v depozitáři GHMP                                                    |
| Stromy                            | Kategorie „Stromy (Ellen Jilemnická)“ na Wikimedia Commons                       | Vršovická 466/62 50°4′1,47″ s. š., 14°27′35,49″ v. d.             | Ellen Jilemnická (*1946)                                       | 1989      | reliéf, pískovec                  | parter bytového domu                                                                           |
| Vývěsní štít pivnice “U stadionu" |                                                                                  | Vršovická 986/69 50°4′10,12″ s. š., 14°28′11,59″ v. d.            | V. Kafka                                                       | 1980      | poutač; mosaz, korozivzdorná ocel | na fasádě nad vchodem                                                                          |
| Fontána Krajina                   | Kategorie „Krajina (fontána)“ na Wikimedia Commons                               | Vršovická 1442/65 50°4′9,56″ s. š., 14°28′3,54″ v. d.             | Pavel Přikryl (*1940)                                          | 1980      | socha, pískovec                   | Ministerstvo životního prostředí                                                               |
| Velkoplošná kamenná mozaika       |                                                                                  | neupřesněno                                                       | Martin Sladký (1920–2015)                                      | 1974      | mozaika, kámen                    | interiér, bývalá administrativní budova Hutní druhovýroby, návrh 1973                          |